# Pétfürdő, Veszprém
Pétfürdő  este un sat în districtul Várpalota, județul Veszprém, Ungaria, având o populație de 4.731 de locuitori (2011). 

## Demografie
Componența etnică a satului Pétfürdő
     Maghiari (97,82%)
     Necunoscut (0,56%)
     Alții (1,62%)
Componența confesională a satului Pétfürdő
     Romano-catolici (29,4%)
     Fără religie (27,39%)
     Reformați (5,81%)
     Luterani (2,39%)
     Atei (1,46%)
     Necunoscută (33,31%)
     Alte religii (1,71%)
Conform recensământului din 2011, satul Pétfürdő avea 4.731 de locuitori. Din punct de vedere etnic, majoritatea locuitorilor (97,82%) erau maghiari. Apartenența etnică nu este cunoscută în cazul a 0,56% din locuitori. Nu există o religie majoritară, locuitorii fiind romano-catolici (29,4%), persoane fără religie (27,39%), reformați (5,81%), luterani (2,39%) și atei (1,46%). Pentru 33,31% din locuitori nu este cunoscută apartenența confesională.